# Bande côtière de Nice à Théoule
La Bande côtière de Nice à Théoule est un site inscrit à l'inventaire des sites pittoresques du département des Alpes-Maritimes par arrêté du 10 octobre 1974. Son périmètre s'étend sur le littoral de Nice à Théoule-sur-Mer. 

## Localisation
Le site de la « Bande côtière de Nice à Théoule », inscrit à l'inventaire des sites pittoresques du département des Alpes-Maritimes par arrêté du 10 octobre 1974, est formé par l'ensemble des communes d'Antibes, Biot, Cagnes-sur-Mer, Le Cannet, La Colle-sur-Loup, Mandelieu-la-Napoule, Roquefort-les-Pins, Saint-Paul-de-Vence, Théoule-sur-Mer, Valbonne, Vallauris, Villeneuve-Loubet en totalité, et de Cannes, Mougins et Opio pour partie. Il s'étend sur 24 690,82 hectares dont le périmètre est constitué, au sud, par la côte de Nice au massif de l'Esterel, et, au nord, par les villages perchés sur le plateau au-delà de l'autoroute.

## Motivation de la protection
En complément de la protection ponctuelle des nombreux sites classés ou inscrits et des monuments historiques situés dans son périmètre, il s'agit d'assurer une protection plus globale de cette partie attrayante de la Riviera méditerranéenne, constituée par le plateau vallonné situé entre la vallée du Var et le massif de l'Esterel, ponctué de villages perchés,  parcouru par nombre de cours d'eau, à la végétation méridionale axée sur la culture florale, et au climat clément. 
L'expansion urbaine prévisible, les projets d'équipements commerciaux et d'infrastructures routières nécessitent une étroite surveillance pour éviter une modification irréversible de ces paysages.
L'inscription de la Bande côtière de Nice à Théoule a suivi celle du Littoral de Nice à Menton complétant la protection de la Riviera maralpine jusqu'à la frontière italienne.

## Conservation et préservation
La conservation ou la préservation du site, de la compétence du ministère de l'Écologie, est mise en œuvre localement par la direction régionale de l'Environnement, de l'Aménagement et du Logement de Provence-Alpes-Côte d'Azur et par l'Unité départementale de l'Architecture et du Patrimoine des Alpes-Maritimes, sous l'autorité du préfet du département.
Les travaux, autres que ceux d'exploitation courante des fonds ruraux et d'entretien des constructions, susceptibles d'affecter l'espace dans son périmètre, sont soumis à déclaration, quatre mois avant leur début, auprès de l'architecte des bâtiments de France qui dispose d’un avis consultatif pour les autorisations de travaux et d'un avis conforme pour les permis de démolir.
Malgré la surveillance exercée, la croissance de la population prévue dès le début des années 1970 a conduit à l'urbanisation quasi continue  de la bande littorale et à l'occupation des terres agricoles et des abords des villages par un habitat pavillonnaire et des zones d'activité desservies par de nombreuses voies rapides à commencer par l'Autoroute A8. L'importance du massif forestier parvient malgré tout à sauvegarder par endroit une partie du paysage.